# Vitesse particulaire
La vitesse (ou vélocité) particulaire intervient dans l’étude des ondes acoustiques et mécaniques. C'est la célérité d'une particule oscillant autour de sa position d'équilibre, elle est différente de la vitesse de propagation de l’onde. 